# Frank Walton Gould
Frank Walton Gould ( 1913 - 1981 ) fue un botánico y agrostólogo estadounidense.
Fue un destacado especialista en pastos de la Texas A&M University, hasta retirase como profesor Distinguido Emérito en Sistemática de gramíneas.

## Algunas publicaciones
- Evolution and Systematics of the Gramineae: The Twenty-Sixth Systematics Symposium. Annals of the Missouri Botanical Garden 68(1): 4

### Libros
- 1940, 1993. Grasses of the Southwestern United States. Ed. Univ Arizona. ISBN 0-8165-0406-7
- A Key to the Genera of Mexican Grasses. 46 pp.
- Gould, FW; TW Box. 1965. Grasses of the Texas Coastal Bend: Calhoun, Refugio, Aranas, San Patricio and northern Kleberg Counties. Ed. Texas A&M University Press. 186 pp.
- 1975. The Grasses of Texas. Ed. Texas A&M University Press, College Station. 664 pp. ISBN 1-58544-006-X
- 1978. Common Texas Grasses: An Illustrated Guide. Ed. Texas A&M University Press. 267 pp. ISBN 0-89096-058-5
- Gould, FW.; M. Reid. 1981. The grasses of Baja California, México. 140 pp.
- Gould, FW; RB Shaw. 1983. Grass Systematics. Ed. Texas A & M University Press,, College Station. 635 pp. ISBN 0-89096-145-X

- La abreviatura «Gould» se emplea para indicar a Frank Walton Gould como autoridad en la descripción y clasificación científica de los vegetales.[1]